# Alfred Bates
Alfred Bates (Estados Unidos, 24 de abril de 1905-9 de junio de 1999) fue un atleta estadounidense, especialista en la prueba de salto de longitud en la que llegó a ser medallista de bronce olímpico en 1928.

## Carrera deportiva
En los JJ. OO. de Ámsterdam 1928 ganó la medalla de bronce en el salto de longitud, con un salto de 7.40 metros, siendo superado por su compatriota Edward Hamm (oro con 7.73 metros) y por el haitiano Silvio Cator (plata con 7.58 m).